# Гайдерсдорф
Гайдерсдорф (нім. Heidersdorf) — громада в Німеччині, розташована в землі Саксонія. Входить до складу району Рудні Гори. Складова частина об'єднання громад Зайффен.
Площа — 9,49 км2. Населення становить 777 ос. (станом на 31 грудня 2020).